# Río Pilcomayo
Der Río Pilcomayo (Guaraní: Araguay) ist ein Fluss in den zentralen Teilen von Südamerika, längster westlicher Nebenfluss des Río Paraguay. Sein Einzugsgebiet dehnt sich über eine Fläche von 272.000 km² aus.
Im Einzugsgebiet des Flusses leben etwa 1,5 Millionen Menschen: Eine Million in Bolivien auf einer Fläche von 98.000 km², 300.000 in Argentinien auf 79.000 km² und 200.000 in Paraguay auf einer Fläche von 95.000 km².

## Flusslauf
Der Pilcomayo entspringt in einer Höhe von 4338 m über dem Meeresspiegel in den Ausläufern der Anden-Kordillere, zwischen dem bolivianischen Departamento Potosí und dem Departamento Oruro, südöstlich des Poopó-Sees. Von dort fließt er über 2.000 km in südöstlicher Richtung durch das Departamento Chuquisaca und das Departamento Tarija, anschließend durch die argentinischen Provinzen Salta und Formosa und die Ebenen des Gran Chaco in Paraguay entlang der Grenze zwischen den beiden Ländern, bevor er nahe der Hauptstadt Asunción in den Rio Paraguay mündet.
Das Tal des Pilcomayo gliedert sich in den Oberlauf, der fast ausschließlich auf bolivianischem Boden zwischen 5.700 m und 400 m über dem Meeresspiegel liegt, und dem Unterlauf in der Chaco-Region. Die letzten 40 Kilometer des Oberlaufs bilden die Staatsgrenze zwischen Bolivien und Argentinien. Danach, unterhalb von Hito Esmeralda, bildet der Fluss seit 1876 für weitere 180 Kilometer die Grenze zwischen Argentinien und Paraguay. In diesem Teil hat die starke Sedimentation und das geringe Gefälle dazu geführt, dass der Fluss sein Bett verlässt und sich durch Versickern, Verdunstung und Abfluss auf wenige stehende Gewässer reduziert.
Die starke Ablagerung von etwa 98 Millionen Tonnen Sediment in diesem Teil hat ebenso geologische wie anthropogene Ursachen und hat dazu geführt, dass sich der Punkt, an dem der obere Pilcomayo seine Ufer überschwemmt, allein von 1968 bis 1976 um mehr als 100 Kilometer flussaufwärts verschoben hat.
Erst 200 Kilometer unterhalb der Versickerungsregion des oberen Pilcomayo bildet sich durch Niederschlag und Grundwasser der untere Pilcomayo, der gewässertechnisch in keiner direkten Beziehung zum oberen Pilcomayo steht.

## Ökologische Probleme

### Vergiftung
Aufgrund der Kontamination mit hochgiftigen Metallverbindungen wie Silber, Arsen, Cadmium, Quecksilber, Blei und Zink aus den bolivianischen Bergbaubetrieben des Anden-Hochlandes zählt der obere Pilcomayo heute zu den am stärksten belasteten Flüssen der Welt.
Potosí sieht sich immer wieder Vorwürfen ausgesetzt, Vorschriften zu missachten und zu wenig für den Schutz des Flusses zu tun. Es wird angenommen, dass hochbelastete Abwässer unbehandelt eingeleitet werden. So führt zum Beispiel die Regierung von Tarija regelmäßig Messungen durch und stellte im Jahr 2023 deutlich erhöhte Blei- und Quecksilberwerte bei Fischen fest.

### Fischsterben
Bereits seit der Zeit vor dem Chaco-Krieg gab es das Problem, dass über Kanäle aus dem Río Pilcomayo Wasser für die Landwirtschaft und zur Energiegewinnung abgeleitet wird: Seit 1932 für Bewässerungsanlagen in der argentinischen Provinz Formosa, seit den 1990er Jahren für landwirtschaftliche Bewässerung im Departamento Boquerón in Paraguay. Gegen Ende der 2000er Jahre, verstärkt durch die Auswirkungen des Klimawandels, entwickelte sich vor allem das Bewässerungsprojekt „Proyecto Pantalón“ (22° 39′ 42″ S, 62° 11′ 57″ W) in Paraguay besorgniserregend für die Nachbarn Argentinien und Bolivien. Die im vergangenen Jahrzehnt zunehmende Ableitung des Wassers nach Paraguay führt in der argentinischen Landwirtschaft und im Fischfang der Region zu Produktionsausfällen.
Das Fischsterben im mittleren Teil des Río Pilcomayo hat darüber hinaus auch Folgen für den Fischfang in Bolivien. Die hier lebenden Fische wie z. B. der Sábalo (Prochilodus lineatus) sind während der Geschlechtsreife zum Laichen bisher in den Oberlauf des Pilcomayo geschwommen. Durch die geringe Wasserführung und neue Bewässerungsbauwerke ist die Fischmigration inzwischen so stark behindert, dass der indigene Fischfang in der bolivianischen Region Municipio Villamontes im Departamento Tarija nahezu zum Erliegen gekommen ist.
Ein trinationaler Gipfel in Villamontes am 3. Juni 2011 mit mehr als zwanzig teilnehmende Institutionen aus Argentinien, Paraguay und Bolivien sollte sich der Problematik annehmen und Lösungsvorschläge erarbeiten. Dazu gehörte eine verstärkte trinationale Zusammenarbeit ebenso wie die mögliche Schaffung eines Nationalparks Pilcomayo; dazu alternative Wirtschaftsformen wie Bienen- und Fischzucht sowie eine Stärkung touristischer Angebote in der Region.